# ياروسلاف بورغر
ياروسلاف بورغر (7 مارس 1906 – 15 سبتمبر 1986) لاعب كرة قدم تشيكوسلوفاكي راحل كان يجيد اللعب في خط الدفاع .
لعب طوال مسيرته الرياضية في أندية كروتشيلافي (1920-1926)، سبارتا براغ (1926-1946) وموست (1946-1948).
مثل منتخب تشيكوسلوفاكيا 57 مباراة (1929-1939). شارك مع منتخب تشيكوسلوفاكيا في بطولتي كأس العالم 1934 في إيطاليا حيث احتل المركز الثاني و1938 في فرنسا.

## وصلات خارجية
- ياروسلاف بورغر على موقع الاتحاد الدولي (مؤرشف)  (الإنجليزية)
- ياروسلاف بورغر على موقع الاتحاد التشيكي (الإنجليزية)
- ياروسلاف بورغر على موقع قاعدة بيانات كرة القدم.إي يو (الإنجليزية)
- ياروسلاف بورغر على موقع ناشيونال فوتبول تيمز (الإنجليزية)

- سيرة ذاتية